# Portret Stanisława Augusta Poniatowskiego (1732–1798) w stroju à la Henryk IV

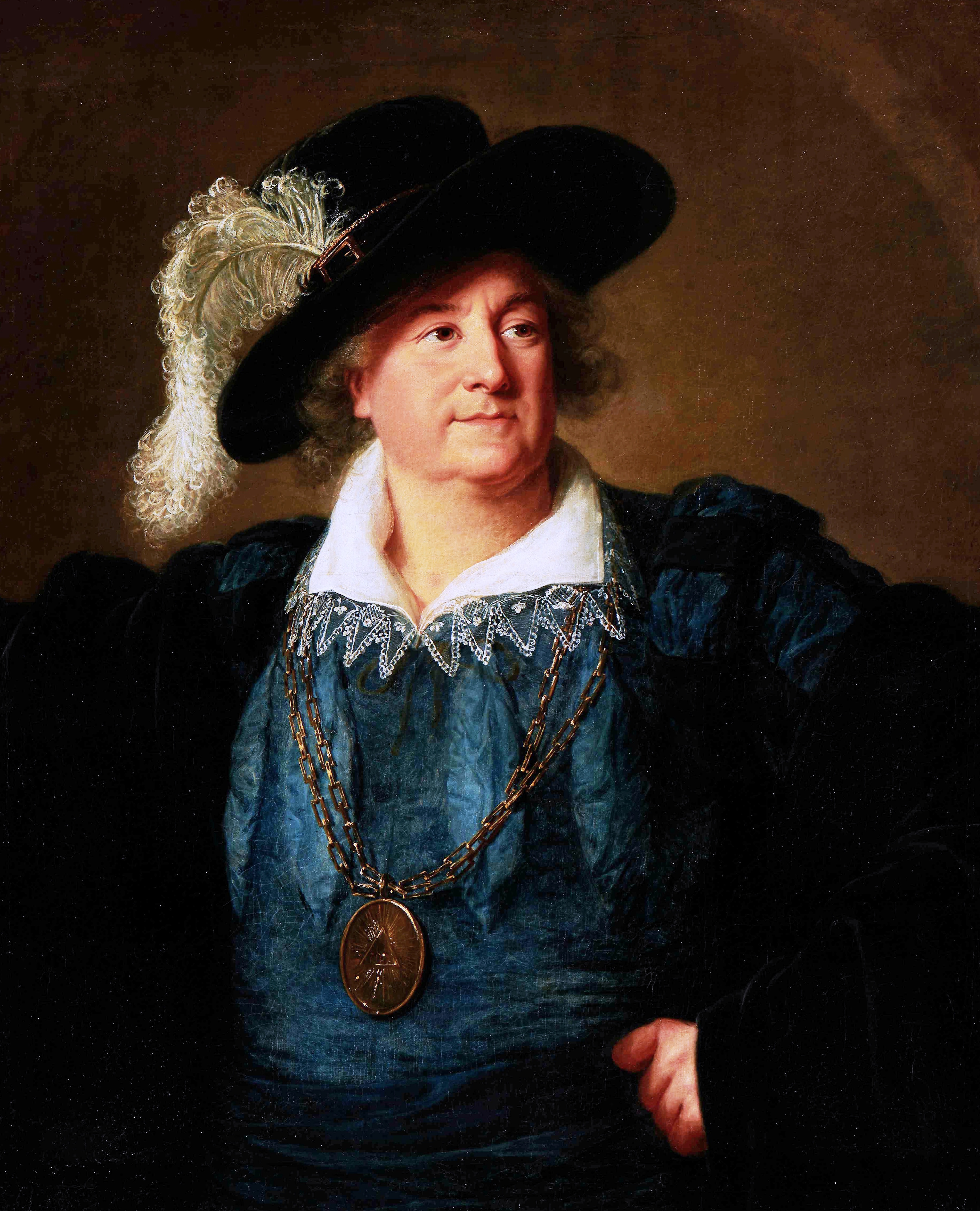
Oryginał z Kijowa

Portret Stanisława Augusta Poniatowskiego (1732–1798) w stroju à la Henryk IV – obraz olejny namalowany przez francuską malarkę Élisabeth Vigée-Lebrun po roku 1797, eksponowany w Muzeum Niepołomickim mającym swoją siedzibę w Zamku Królewskim w Niepołomicach. Właścicielem obrazu jest Muzeum Narodowe w Krakowie.

## Opis
Król Polski i wielki książę litewski Stanisław August Poniatowski namalowany został przez Vigée-Lebrun, już po abdykacji w 1795, po przyjeździe monarchy do Petersburga.
Dostojny i uśmiechnięty Stanisław August ubrany jest w typowy dla dawnych czasów, renesansowy strój: fikuśny czarny kapelusz z białym piórem i ciemnoniebieski kaftan z szerokim białym kołnierzem na który zarzucił granatowy płaszcz. Dopełnieniem stroju jest złoty medalion z łańcuszkiem zawieszony na szyi Poniatowskiego, z wizerunkiem Delty Świetlistej będącej częścią ikonografii wolnomularskiej (masońskiej). Charakterystyczne jest, że ów znak nie pojawiał się na wcześniejszych wizerunkach Stanisława Augusta, który od 1777 należał do wolnomularskiego rytu Ścisła Obserwa w loży Karola pod Trzema Hełmami.
Inicjatorką wykonania portretu byłego króla Polski i wielkiego księcia litewskiego była jego siostrzenica, Urszula z Zamoyskich Mniszchowa, która podobnie jak Stanisław August była pełna zachwytu dla króla Francji i Nawarry Henryka IV Wielkiego (1553–1610) z dynastii Burbonów. Mniszchowa uważała, że Poniatowski przypomina francuskiego króla wyglądem i charakterem, dlatego też zasugerowała francuskiej artystce rodzaj ubioru, w jakim powinien być przedstawiony były monarcha.
Wersja portretu znajdująca się w zbiorach Muzeum Narodowego w Krakowie stanowi autorską replikę oryginału, przechowywanego obecnie w Narodowym Muzeum Sztuki im. Barbary i Bohdana Chanenko w Kijowie. Trzeci portret autorstwa Élisabeth Vigée-Lebrun pod tytułem Stanisław August Poniatowski, król Polski, znajduje się w Wersalu.